# Mornay-sur-Allier

Mornay-sur-Allier este o comună în departamentul Cher, Franța. În 1 ianuarie 2022 avea o populație de 417 de locuitori.